# Petropavlovsk-Kamchatsky Air Enterprise
Petropavlovsk-Kamchatsky Air Enterprise (Russisch: Петропавловск-Камчатское авиапредприятие) is een Russische luchtvaartmaatschappij met haar thuisbasis in
Petropavlovsk-Kamtsjatski.

## Geschiedenis
Petropavlovsk-Kamchatsky Air Enterprise is in 1936 opgericht als Aeroflots Petropavlovsk-Kamchatsky divisie.Na 1992 is de huidige naam ingevoerd.

## Vloot
De vloot van Petropavlovsk-Kamchatsky Air Enterprise bestaat uit: (nov.2006)
- 1 Yakolev Yak-40()
- 4 Yakolev Yak-40K
- 1 Antonov AN-26(A)
- 1 Antonov AN-26B